# Teluk Limau (Gelumbang)
Teluk Limau is een bestuurslaag in het regentschap Muara Enim van de provincie Zuid-Sumatra, Indonesië. Teluk Limau telt 1533 inwoners (volkstelling 2010).